# Kavunivka, Șpola
Kavunivka (în ucraineană Кавунівка) este o comună în raionul Șpola, regiunea Cerkasî, Ucraina, formată numai din satul de reședință.

## Demografie
Componența lingvistică a comunei Kavunivka
     Ucraineană (99,01%)
     Alte limbi (0,99%)
Conform recensământului din 2001, majoritatea populației comunei Kavunivka era vorbitoare de ucraineană (99,01%), existând în minoritate și vorbitori de alte limbi.